# FNSスーパースペシャルテレビ夢列島
『FNSスーパースペシャルテレビ夢列島』は1987年から1991年までの『FNSの日』の通称であり年に1回夏に生放送された長時間特別番組で略称は『夢列島』・『FNSテレビ夢列島』。
この番組は現在も『FNS27時間テレビ』として継続しており、このうち本項目では1995年の『FNSの日 1億2500万人の超夢列島 そのうちなんとか…23時間』と1996年の『FNSの日十周年記念 1億2500万人の超夢リンピック』についても扱う。(他年度については該当記事参照）。

## 概要
フジテレビ開局30周年特別番組として企画された大型バラエティ番組である。『24時間テレビ 「愛は地球を救う」』（日本テレビ）のパロディ及びアンチテーゼが番組の根幹にあり、チャリティーなしでお笑いだけをやる24時間の生放送番組として企画されさらに近年では、100キロマラソンや出演者全員が同じデザインのTシャツを着る等ますます24時間テレビに寄せて来ている。チャリティーを行っていないため第1回の番宣ポスターには「チャリティーではありません」と明記し、番組内でもさんま・タモリらが度々注意を呼びかけていたが、勘違いして募金をフジテレビに持ってくる人もいた（後述）。また、当時フジテレビが行ったイベント『夢工場』の宣伝の要素もあり、第1回の日曜午後には中継企画があった。
当初は1回きりの特別番組の予定だったが、初回放送の平均視聴率が19.9%、瞬間最高視聴率は38.1%という高視聴率となり、以降毎年継続して企画・放送されている。放送時間は23時間54分。視聴率の最高記録は1987年（第1回）の平均視聴率19.9%と、1992年（第6回）の瞬間視聴率38.3%である。
「夢列島」というタイトルは1998年から2001年・2008年の『FNS27時間テレビ』において、『FNS1億2700万人の27時間テレビ夢列島』、『FNS ALLSTARS27時間笑いの夢列島』『FNS27時間テレビ!! みんな笑顔のひょうきん夢列島!!』として再び使われている。
製作総指揮は第1回（1987年）はフジテレビ会長の鹿内春雄、第2回から第5回（1988年 - 1991年）は春雄の義弟で同社会長の鹿内宏明が務め、制作代表は第2回から第5回（1988年 - 1991年）まではフジテレビ社長・日枝久が務めた。なお、日枝は後身の『平成教育テレビ』・『FNS27時間テレビ』でも製作総指揮・制作代表を2016年まで29年間務めた（製作総指揮は1993年の第7回から2000年の第14回まで）。
初代総合司会のさんまはそれ以来、2024年現在『FNS27時間テレビ2024』まで37年連続出演することになり、ライバルの『24時間テレビ』に第1回から出演し続ける徳光和夫の異名"ミスター24時間テレビ"に対抗し"ミスター27時間テレビ"と呼ばれるようになる。

## 番組タイトル・放送日・内容

### 第1回（1987年）FNSスーパースペシャル 一億人のテレビ夢列島
1987年7月18日21:00 - 翌日19日20:54
記念すべき初代総合司会はタモリと明石家さんまで、テーマは「夢家族」。系列局が推薦する全国24の"夢家族"をタレントたちが生中継で訪問する企画がメインであった。また、その夢家族を紹介するVTRをタモリ・さんま・ゲストが見て「松竹梅」で判定するコーナーもあった。タモリとさんまの起用は『森田一義アワー 笑っていいとも!』と『オレたちひょうきん族』のスタッフの意向だという。
一般家庭のファックスを利用して、独自の「おもしろ視聴率」を集計した。
放送開始直前まで中継していた大洋×巨人戦の試合が伸びたため、本編内でも一部中継を行った。実況は古舘伊知郎と松倉悦郎。解説は江本孟紀と谷沢健一。中継途中には、番組最初のゲストとして少年隊の錦織一清と東山紀之がスタジオに登場した（植草克秀は足の打撲のため不在）。
土曜深夜のトークコーナーで、フライデー襲撃事件で謹慎中だったビートたけしがフジテレビへの番組復帰（テレビ自体への復帰はこれに先立つ同年7月12日の日本テレビ『スーパーJOCKEY』の生放送）を果たす。お笑いBIG3が1986年9月5日放送の『笑っていいとも!』オープニング以来の共演を果たした。
土曜日の深夜から早朝には、女優の石原真理子がゲストとして出演。タモリ・さんまとの絶妙なトークを繰り広げた。石原は1986年9月26日、『笑っていいとも!』に藤田弓子からの紹介で「テレフォンショッキング」のゲストとして出演したが、さんまのリクエストによりスタジオに残り、その後の曜日コーナーだった「さんま・タモリの日本一の最低男」にもゲストとして登場。石原の機転が利くリアクションやジョークが視聴者に受け、石原はこれを機に当時としては珍しい女優業からバラエティへ進出した。その後、石原は1986年末の『笑っていいとも!特大号』にもゲスト出演し、その流れを受けて『夢列島』にも石原が出演する形となった。
放送開始から約2時間後に、『24時間テレビ 「愛は地球を救う」』と勘違いした視聴者からビンに小銭が詰まった募金が届いてしまうハプニングがあった。タモリが「この番組は、チャリティーではありません!」と喚起した。その後、さんまが「日テレに持って行きます」と言い、小堺が当時『24時間テレビ』に出演していた萩本欽一のものまね（当時の企画『欽ちゃんのふれ愛の旅』のパロディで、さんまが募金を持って来た一般人役）をした。
土曜深夜には『テレビくん、どうも!』のスペシャルや『ゲゲゲのサンコン夜は墓場でサンコン探し』、プロボクサーがお悩み解決をする『夜明けの電話相談室』が放送された。
日曜早朝には神宮球場にさんまが赴いて、球場に集まった視聴者と古館伊知郎・森末慎二と共に中継で『一万人のラジオ体操』（ラジオ体操第一）を行った。このラジオ体操のコーナーは第4回(1990年)まで続いた。
この年は、番宣CM、提供クレジットなどにおいて星形のステッキを持ったふくろうを模したキャラクターが登場した。
テーマ曲として松田聖子「夢のクレッセントムーン」（Boy Meets Girlの「Waiting for a Star to Fall」のカバー。放送直前の番宣CMやエンディングで歌付きのものが、インフォメーションでインスト版が使われたものの、レコード・CDなどの音源化は今日まで一切されていない。）が起用された。CM前のジングルには、佐藤博「Sweet Inspiration (Extended Power Club Mix)」の5分56秒の部分（第2回(1988年)でも起用）などが使用された。
終盤にこの年の新人アナウンサー（青木美枝・笠井信輔・塩原恒夫・中井美穂）が24時間の提供スポンサーを生で読み上げた。これは恒例行事となって、その後も続いている（番組の大部分が収録放送となった2017年、2018年度も継続）。読み上げの際に流れる映像は後年のようなハイライト映像ではなく、オンエアには流れていない「夢家族」の家を出るリポーターと「夢家族」との別れの場面が4分割で放送された。

#### 出演者
※は、フジテレビアナウンサー（当時・現在含む）。
総合司会
- タモリ
- 明石家さんま

インフォメーション
- 長野智子※

「夢家族」リポーター
- 山本晋也
- 片岡鶴太郎
- 所ジョージ
- 渡辺正行
- 山田邦子（東京からの中継のみ担当）

ナイター中継'87「大洋×巨人戦」延長中継
- 実況：松倉悦郎※
- 解説：江本孟紀・谷沢健一
- ゲスト実況：古舘伊知郎

夢家族VTRコーナー　Part1
- 小堺一機
- 原田知世

さんまのプロ野球ニュースデラックス
- 司会：明石家さんま
- 解説者：平松政次
- 広島×ヤクルト戦報告：吉沢孝明※・土橋正幸
- 近鉄×阪急戦報告：出野徹之（当時関西テレビアナウンサー）・山本一義
- 西武×南海戦報告：三宅正治※・大矢明彦
- 大洋×巨人戦報告：松倉悦郎※・谷沢健一
- 阪神×中日戦報告：馬場鉄志（当時関西テレビアナウンサー）・大崎三男
- タモリ

タモリのニュースファクトリー（FNNニュース工場）
- 司会：露木茂※・森田一義（タモリ）
- 天気予報：福井敏雄

テレビくん、どうも!スペシャル
- 司会：杉本高文（明石家さんま）
- 篠原勝之
- 長部日出雄
- ゲスト：関口宏

トークゲスト
- ビートたけし

ゲゲゲのサンコン夜は墓場でサンコン探し
- 笑福亭鶴瓶
- ヒップアップ
- オスマン・サンコン

深夜のねむけ覚ましコンテスト
- 京本政樹
- ケント・デリカット
- 高田純次

夜明けの電話相談室
- 具志堅用高
- 渡嘉敷勝男
- 輪島功一
- ガッツ石松

ドラマ「真夏の忠臣蔵」
- 森田一義（タモリ）
- 明石家さんま
- 片岡鶴太郎
- 島田紳助
- 西川のりお
- 山田邦子
- ぼんちおさむ
- 高田純次
- 太平サブロー
- 太平シロー
- コント赤信号
- ウガンダ
- ヒップアップ
- 山本晋也
- 篠原勝之
- 古舘伊知郎
- 所ジョージ
- 小堺一機
- 関根勤
- 田代まさし
- オスマン・サンコン
- 前田政二（何人トリオ）
- Mr.オクレ（何人トリオ）
- 村上ショージ（何人トリオ）
- ピンクの電話
- ナレーター：露木茂※

一万人のラジオ体操
- 明石家さんま
- 古館伊知郎
- 森末慎二

その地方でしか見られないおもしろいローカルニュースを全国のみんなで楽しく見ちゃおうとするニュース
- 露木茂※
- 逸見政孝※
- FNS各局アナウンサー

夢家族VTR Part2
- 石原真理子
- 関根勤

笑っていいとも!臨時増大号
- 『笑っていいとも!増刊号』編集長：嵐山光三郎
- 畑正憲

夢家族VTR Part3
- 島田紳助
- 和田アキ子
- 国広富之

タモリ・さんまのチャレンジ ザ・ゴルフ
- 武田鉄矢
- 秋野暢子

スーパータイムスペシャル
- 司会：逸見政孝※・森田一義（タモリ）
- 天気予報：福井敏雄・長野智子※
- 宮城県からの中継：畑正憲（宮城県の夢家族の「ムツゴロウさんに会いたい」という夢をかなえるために赴いた）

グランドフィナーレ
- 島田紳助
- 関根勤
- 小堺一機
- ラサール石井
- 小宮孝泰
- ウガンダ
- 三田寛子
- 薬師丸ひろ子

新人アナ提供読み
- 青木美枝※
- 笠井信輔※
- 塩原恒夫※
- 中井美穂※

### 第2回（1988年）FNSスーパースペシャル 1億人のテレビ夢列島'88
1988年7月16日21:00 - 翌日17日20:54
総合司会はタモリと笑福亭鶴瓶。
この年もさんまに総合司会を依頼したが、さんまは「1回目を超えられない」という理由で断ったという。なお、さんまは番組内ドラマ『愛そして旅立ち』に駅員役として出演。
放送前の1988年4月に鹿内春雄が死去したため、製作総指揮はこの年からフジテレビ会長に就任した義弟・鹿内宏明に交代した（1992年まで）。
テーマは「結ぶ」。青函トンネルと瀬戸大橋が開通し日本が鉄道で繋がったため、JR旅客全6社（JR北海道・JR東日本・JR東海・JR西日本・JR四国・JR九州）が全面協力し東京六大学の鉄道研究会学生たちの監修のもと特別列車を走らせた。札幌駅と博多駅から数チームに分かれた『笑っていいとも!』や『ライオンのいただきます』の出演者、お目付け役として当時放送されていた報道・情報番組を担当していたフジテレビアナウンサー（小堺一機、関根勤、渡辺正行、海老一染之助・染太郎、山本晋也、林家こぶ平、向坂樹興、牧原俊幸ら）が全国各地の中継駅を回って東京・河田町にあったフジテレビまで戻って来られるように日程を組んだ。
オープニングでは横浜スタジアムでの大洋×巨人戦の模様を中継。中井美穂が初のプロ野球実況に挑戦した。
この回ではキャプテンシステムを使って「おもしろ視聴率」を集計した。
前年不参加の鹿児島テレビがこの回から参加し25局ネットとなるも、翌年は再び編成上の都合がつかずにネットを辞退した。
FNS各系列局が探した『おもしろ人間』を3分間のVTRにまとめて紹介するコーナーが番組内に設けられた。テレビ西日本が紹介したおもしろ人間は複数いたが、その一人にテレビ西日本でケーブルさばきのアルバイトをしていた当時大学生の松村邦洋がいた。彼は17日夕方の『スーパータイムデラックス』にて福岡・小呂島からの中継で登場。中継の最後で海にダイブした。このとき中継のため小呂島へ行っていた片岡鶴太郎との出会いが芸能界に入るきっかけとなった。また、『スーパータイムデラックス』のパートでは当時『FNNスーパータイム』の週末キャスターを担当していた黒岩祐治が東京上空から中継リポーターを務めた。
CGキャラクターのネーミングを電話で募集し、『ノケゾリーナ』という名前に決まった。名付け親は当時栃木県在住の女子小学生。しかしこのネーミング募集に電話が殺到し、電話回線がパンクしてしまうトラブルがあり、翌日の『笑っていいとも!増刊号 電リクスペシャル』で行う予定だった電話リクエストを中止せざるを得ないという影響も出た。
『ノケゾリーナ』と出演者の会話は、最初から番組内で出演者が話す言葉を脚本家が書き、その返答が描かれた紙をオペレーターが見て、音声合成装置にキーボードから入力するという方法が使われた。CGの動作は、丸型の携帯ラジオから内部の機械をすべて外して、動きを指示するためのボタンを付けたリモコンが使われた。リハーサル時にはCGシステムが故障するトラブルもあったが、本番では、予備のハードディスクを使うことで事なきを得た。
中継駅に行った芸能人が「北海道・食の祭典」や「よかトピア」などのコンパニオンガールからおみやげを受け取ったりするシーンが何度となくあった。
フィナーレではチャイルズや松本明子が感極まって号泣したり、スタジオに持ってきたドジョウが飛び出すハプニングもある中、出演者たちの10秒前からのカウントダウンで幕を下ろした。この回から1990年まではエンディングテーマとして服部克久の「プロローグ」が使われていた。
提供クレジットを読み上げた新人アナウンサーは青嶋達也・有賀さつき・河野景子・八木亜希子の男性1人、女性3人の合計4人。

#### 出演者
総合司会
- タモリ
- 笑福亭鶴瓶

進行アナウンサー
- 露木茂

札幌駅から出発した中継リポーター
- A班
  - 小堺一機
  - 寺田理恵子
  - 上田昭夫
  - ゆうゆ
- B班
  - 篠原勝之
  - 阿部知代
  - 青木美枝

博多駅から出発した中継リポーター
- C班
  - 海老一染之助・染太郎
  - ABブラザーズ（中山秀征・松野大介）
  - 向坂樹興
  - 吉崎典子
- D班
  - 渡辺正行
  - チャイルズ
  - 横井克裕
  - 長野智子
- E班
  - 関根勤
  - 鳥越マリ
  - 笠井信輔
  - 岩瀬惠子
- F班
  - 野沢直子
  - 松本明子
  - 川端健嗣
  - 吉沢孝明
- G班
  - 山本晋也
  - 林家こぶ平
  - 牧原俊幸
  - 永麻理

その他の中継リポーター
- 片岡鶴太郎（途中福岡からの中継、エンディングはスタジオに合流）
- 五月みどり（福岡からの中継、エンディングはスタジオに合流）
- 所ジョージ（京都からの中継、エンディングはスタジオに合流）

全国おもしろ人間集合!街はもう大騒ぎ!
- 清水ミチコ
- 富田靖子

深夜の大宴会
- 夏木ゆたか
- 田中義剛

深夜の眠気覚ましコンテスト
- 島田紳助
- 高田純次
- オスマン・サンコン
- 京本政樹

ラジオ体操
- 田中義剛
- コロッケ
- 大川興業

ドリームゴルフ（フジテレビ駐車場）
- 和田アキ子
- 小山真平（「全国おもしろ人間集合!街はもう大騒ぎ!」フジテレビパートVTR出演者）
- 山本修身（フジテレビ美術スタッフ、冒頭でのコース解説）
- 中井美穂（キャディ役）
- 芹沢信雄（解説）
- 山中秀樹（実況）
- 露木茂（進行、スーパータイムデラックス準備のため冒頭のみ）

DATE LINEデラックス
- 司会：露木茂・森田一義（タモリ）
- 天気予報：福井敏雄

プロ野球ニュースデラックス
- 司会：中井美穂・笑福亭鶴瓶・タモリ（PART2から）
- 試合結果報告
  - 大洋×巨人戦報告：大川和彦・江本孟紀
  - 日本ハム×西武戦報告：三宅正治・土橋正幸
  - 広島×ヤクルト戦報告：神田康秋（当時テレビ新広島アナウンサー）・森永勝也（札幌駅前から中継）
  - 阪神×中日戦報告：松本暢章（当時関西テレビアナウンサー）・加藤英司
  - 南海×阪急戦報告：塩田利幸（当時関西テレビアナウンサー）・米田哲也
- 横浜スタジアムからの中継：福井謙二

スーパータイムデラックス
- 司会：露木茂・森田一義（タモリ）
- スポーツ：笑福亭鶴瓶・塩原恒夫
- 東京上空からのヘリ中継：黒岩祐治
- リポーター：小田多恵子・野瀬義仁（東海テレビアナウンサー（当時））・片山さき子（関西テレビアナウンサー（当時））・ 笹栗実根（フジテレビ報道記者（当時））
- 天気予報：福井敏雄

笑っていいとも!増刊号 電リクスペシャル
- 野々村真
- 三田寛子
- 露木茂（ニュース）
- 福井敏雄（天気予報）

ドラマ『愛そして旅立ち』
- 柴俊夫（エンディングはスタジオに登場）
- 山田邦子
- 黒木瞳
- 小野みゆき
- 明石家さんま
- 石坂浩二（ナレーター）

その他
- 斉藤由貴（日曜早朝まで札幌から出演し、エンディングはスタジオに合流）
- 緒形直人（同上）
- 立花理佐（オープニングに札幌駅から出演）
- 芳本美代子（『サザエさん』の前からエンディングまで）
- 陳介夫（同上、当時「笑っていいとも!」コーナーレギュラー）
- BaBe（同上）
- ウガンダ（「深夜の眠気覚ましコンテスト」の前に夜食のスープを作りにスタジオに登場し、フィナーレは西郷隆盛に扮して上野駅でA・B班を迎えた後、一緒にスタジオへ移動）
- 小宮孝泰（F8耐久グランプリは渡辺正行チームの代表、フィナーレは西郷の犬に扮して同じく上野駅でA・B班を迎えた後、一緒にスタジオへ移動）
- 三田寛子（深夜にスタジオへ出演）
- ビートたけし
- 具志堅用高
- 渡嘉敷勝男
- 萬田久子

### 第3回（1989年）FNSスーパースペシャル 一億人のテレビ夢列島'89
1989年7月15日20:00 - 翌日16日20:54 - 前年までの野球中継がなくなったことから、今回は20時からのスタート（25時間）となる。
総合司会はタモリと明石家さんま。
テーマは「クイズ」
FNS系列局で行われた予選を勝ち残った一般人の解答者（1局あたり2人）と系列局のアナウンサーがフジテレビのスタジオで25時間通しでクイズを行った。クイズはスタジオからのほか、当時放送されていた番組・映画やドラマの収録先、解答者の地元応援団、さらに小堺一機と関根勤による移動中継（後述）、その他各コーナーからも出された。
小堺一機と関根勤は東京・新宿のスタジオアルタを出発地として『アルタ→タケシタ（竹下）通り』と次の中継先がしりとりになるように25時間東京近郊を回ってクイズを出した。
地方からの中継は系列局のアナウンサーが担当していたが、タレントが担当していた局もあった。
今回から深夜のお色気コーナー（「深夜のMr.レディーと大宴会」）が始まる。そのコーナー内で、出場したニューハーフが放送禁止用語を使用し、CM明けにタモリ・さんまが謝罪。コーナー終了後のインフォメーション冒頭で、八木亜希子アナウンサーが改めて謝罪した。
また、日曜朝（モーニングクイズ）の石川テレビからの中継で、寺院内の墓地内にいる女性リポーターが「お墓に霊がウヨウヨしている」と発言し檀家から抗議の電話があったことに対して、昼（アフタヌーンクイズ）の放送で出場した寺院の住職が釈明した。
番組開始から十数時間が過ぎ、タモリ・さんまが一番辛いであろう時間帯に、癒しの企画として二人を「笑っていいとも!増刊号スペシャル」から出演していたダウンタウンとウッチャンナンチャン、笑福亭鶴瓶と共に、ジャングル風に仕立てたスタジオに招待した。そこでは鍼、鍼灸、整体、気孔などを体験したが、気孔を体験中、タモリが気のゆるみからかおならをしてしまった。タモリは「気が出た」と弁明した。
優勝は、1550点獲得の新潟総合テレビ。準優勝は山形テレビ（現在はテレビ朝日系列）、最下位が関西テレビ。優勝した新潟総合テレビには世界一周旅行、準優勝した山形テレビには沖縄旅行、関西テレビには北海道旅行が贈呈された。また、タモリ賞にはテレビ新広島の矢野寛樹アナウンサー（当時）にテレビが、さんま賞には福島テレビのポチ（出場した住職夫妻の飼い犬）にビデオデッキが贈られた。なお、矢野アナは放送後の同年7月21日に『笑っていいとも!』にゲスト出演するため東京を訪れ、スタジオアルタでタモリ・さんまと対面を果たしている。
『スーパータイムデラックス』では舛添要一がゲスト出演し、スポーツのコーナーでは池谷幸雄・小菅麻里・小川直也がVTR出演した。
提供クレジットを読み上げた新人アナウンサーは木幡美子・智田裕一・佐藤里佳・田代尚子・境鶴丸・野島卓の男女3人ずつの合計6人。

#### 出演者
総合司会
- タモリ
- 明石家さんま

問題進行アナウンサー
- 長野智子

インフォメーション
- 八木亜希子

小堺・関根の25時間移動中継（クイズ出題者）
- 小堺一機
- 関根勤

深夜のMr.レディーと大宴会
- 島田紳助（コーナー司会）
- 天宮良
- 稲川淳二
- オスマン・サンコン
- 羽賀研二
- 渡辺正行

中継担当（クイズ出題者）
- 長野県・美ヶ原：ABブラザーズ
- 北海道札幌市・羊ヶ丘：海老一染之助・染太郎
- 愛知県名古屋市熱田区・世界デザイン博覧会会場： 楠田枝里子・大内ひろのしん
- 宮城県仙台市宮城野区・蒲生海岸：斎藤清六
- 富山県・雨晴海岸：篠原勝之・松本明子
- 福井県：島崎俊郎（ヒップアップ）
- 沖縄県：東海林のり子
- 熊本県：田原俊彦
- 長崎県：デーモン小暮閣下
- 静岡県御前崎町（当時）・御前崎灯台：松尾貴史
- 『日本の夜明け 東京の夜明け』：松村邦洋（ヘリリポーターのみ）
- 愛知県蒲郡市・蒲郡プリンスホテル：山田邦子・沢口靖子・清水ミチコ

トークゲスト（クイズ出題者）
- 愛川欽也（『なるほど!ザ・ワールド』出題者として）
- 石田純一
- 淡谷のり子
- 桂三枝（『クイズ!年の差なんて』出題者として）
- ジャイアント馬場
- 陣内孝則
- 田原総一朗
- 所ジョージ
- 野沢直子
- 原田大二郎・榊原郁恵・太平サブロー・シロー（『クイズなっとく歴史館』出題者として）
- 和田アキ子・ビートたけし[注 7]
- 森川由加里

プロ野球ニュースデラックス
- 司会：中井美穂・明石家さんま・タモリ（PART2から）
- 福岡からの試合結果：平松政次・田久保尚英（テレビ西日本アナウンサー）
- 柴田勲
- 谷沢健一
- まんまちゃん

DATE LINEデラックス
- 司会：露木茂・森田一義（タモリ）
- イギリスシルバーストーンからのF1中継：中嶋悟・大川和彦
- サミット中継：西村洋子・若松誠（両者フジテレビ報道局）
- 天気予報：福井敏雄・大平シロー

スーパータイムデラックス
- 司会：露木茂・森田一義（タモリ）
- スポーツ：中井美穂・明石家さんま
- 気象庁からの中継：横山隆晴（当時フジテレビ報道局）
- 静岡県伊東市からの中継：（上空ヘリ）黒岩祐治、（地上）渡辺雅彦（当時テレビ静岡アナウンサー）
- サミット中継：西村洋子
- ゲスト（参院選関連）：舛添要一（政治評論家）・竹内貞男（フジテレビ報道局）
- 天気予報：福井敏雄

ものまね四天王ミッドナイトライブ（ものまねくらぶ特別編）
- ものまね四天王（清水アキラ・ビジーフォー・栗田貫一・コロッケ）
- 関根勤
- 小堺一機

笑っていいとも!増刊号デラックス
- いいとも青年隊（井谷真・塩ノ谷和康・中上雅巳）
- ウッチャンナンチャン（内村光良・南原清隆）
- 三田寛子
- ダウンタウン（浜田雅功・松本人志）

タモリ・さんまの癒やしのコーナー
- 司会：夏木ゆたか・河野景子
- 笑福亭鶴瓶
- ウッチャンナンチャン
- ダウンタウン
- 竹村文近（鍼灸）
- 立光傅（火炎療法）
- 西野皓三（西野流呼吸法）
- 吉原達夫（整体治療）
- 森口博子

その他出演者（中継・VTR等）
- ウガンダ・トラ
- 笑福亭鶴瓶
- 片岡鶴太郎
- 吉沢秋絵
- 山本晋也
- 具志堅用高
- 渡嘉敷勝男
- 萬田久子
- 林家こぶ平
- 池谷幸雄
- 小菅麻里
- 小川直也
- 泉アツノ（東京から出題時）

### 第4回（1990年）FNSスーパースペシャル 一億人のテレビ夢列島'90
1990年7月21日21:00 - 翌日22日20:54
過去3回の総合司会はタモリと明石家さんま、笑福亭鶴瓶が務めていたが、鹿内宏明会長の意向もあり1990年は当時のフジテレビアナウンサーのみで全コーナーを担当した。総合司会は須田哲夫と河野景子。フジテレビアナウンサーのみの総合司会は今回限りとなっている（ただし、局アナメインは第5回まで続いた）。芸能人中心から局アナ中心の番組構成に変わったことから、当日ゲスト出演した上岡龍太郎に「経費削減に走りおった。」と揶揄された。
前年不参加の鹿児島テレビがこの回から、2年ぶりにネット復帰（以降は毎年参加）。
テーマは「おたく」（"家"と"マニア"を指す）。宅八郎など典型的なマニアが登場した。この年から今日の『27時間テレビ』まで続く『通し企画』が始まりその第1回目として『24時間以内に家を建てる』という無謀な企画を東海林のり子のリポートで行った。フジテレビをはじめとするFNSの各アナウンサーが、全国の家を回った。
冒頭では、当日封切りとなった映画『タスマニア物語』公開にちなみ、主演の田中邦衛と薬師丸ひろ子が登場。『タスマニア物語』ロケ地となったオーストラリアタスマニア州の家から陣内誠が中継リポートを行った。
この年から昼のBIG3の企画がスタート。今回は『ビッグ3おたく座談会』と題して昭和30年代の家をイメージしたセットの中でかつて各々が住んでいたアパートの写真をもとにトーク。当時、タモリが船舶免許を取得。この年の放送中である日曜早朝に「ヨット乗船中、額を強打し4針縫うけがをした」という情報が入ったが、当のタモリ本人は額に絆創膏を付けて『笑っていいとも!増刊号スペシャル』とBIG3コーナーに元気に出演。進行役の露木茂がコーナー終盤に、フジテレビアナウンサー（当時）の一員として不眠不休だったことや爆笑のあまり、よだれをこぼす失態を起こした。
深夜のゲーム大会は、クイズに答えると女性が1枚ずつ服を脱いでいくというもの。そういう企画のため、そのスタジオに男性アナウンサー達が大勢やってきて大はしゃぎし、ついには露木茂も駆けつけ、コーナーが終わってもスタジオから戻って来ず、皆あきれていた。
深夜の『FNN NEWSCOMスペシャル』は、通常キャスターの川端健嗣・島森路子が、銀座にある川端の実家のたばこ屋（川端たばこ店）内からの生中継でニュースを伝えた。実際に放送中・CM中に、川端自身も商品のたばこを売っていた。しかし、ニュース放送中にもかかわらず、いたずら電話と思わしき電話が鳴り響き、原稿を読んでいた川端が幾度か電話を止めるハプニングもあった。その直後の『プロ野球ニューススペシャル』では当時『志村けんのだいじょうぶだぁ』のレギュラーであった松本典子と平日担当の野崎昌一と土日担当の中井美穂が司会を務め、解説担当の柴田勲自宅からの生中継でその日の試合結果を伝えた。
日曜朝の『笑っていいとも!増刊号』は当時番組AD・印田弘幸（後にディレクター）の自宅アパートからの中継。狭い部屋にウガンダ、吉沢孝明、照明スタッフ等が密集し、暑い中での中継。さらにウガンダら部屋を物色され、進行役の中井の目の前でアダルトビデオのVHSパッケージをオンエアされてしまう。
夕方の『FNNスーパータイムスペシャル』は通常キャスターの黒岩祐治・小田多恵子が海部俊樹内閣総理大臣（当時）自宅（つまりは首相公邸）敷地内からの生中継でニュースを伝えた。
FNS企画は「全国美人妻コンテスト」。第3位が石川テレビ、第2位がサガテレビ、優勝がテレビ静岡。
この年から『ちびまる子ちゃん』がアニメパートとして放送開始。
提供クレジットを読み上げた新人アナウンサーは大坪千夏・長坂哲夫・松井みどり・吉田伸男の男女2人ずつの合計4人。

#### 出演者
○は、当時フジテレビアナウンサー（黒岩・小田は記者）。
総合司会
- 須田哲夫○
- 河野景子○

インフォメーション
- 阿部知代○
- 境鶴丸○

FAX担当
- 筒井櫻子○
- 智田裕一○

御意見番
- 露木茂○（オープニングでは当時TBSで放送されていた『水戸黄門』の扮装で登場。城ケ崎と益田は助さん・格さんの扮装だった。）
- 城ヶ崎祐子○
- 益田由美○

お宅情報コーナー
- 山中秀樹○（この回の終了直後の『FNNニュース・あすの天気』も担当だったため、エンディングは原稿片手にワイシャツ姿で途中まで出演）
- 岩瀬惠子○

24時間通し企画
- 東海林のり子（リポーター）
- 小中陽太郎

BIG3コーナー
- タモリ
- ビートたけし
- 明石家さんま
- 露木茂○（進行）

FNN NEWSCOMスペシャル
- 司会：川端健嗣○・島森路子
- 通りがかりゲスト：吉沢孝明○・ウガンダ トラ
- 天気予報：太平シロー・八木亜希子○

プロ野球ニューススペシャル
- 司会：松本典子・野崎昌一○・中井美穂○
- 解説：柴田勲ほか

FNNスーパータイムスペシャル
- 司会：黒岩祐治○・小田多恵子○
- スポーツ：木幡美子○
- 天気予報：太平シロー・八木亜希子○
- フジテレビアナウンサー

その他
- 永島信道◯（放送当時のアナウンス部長。オープニングとエンディングの司会としてまとめのコメントを担当した以外は須田・河野に任せる形をとった）
- 玉置宏一家・中塚政幸（プロ野球中継、玉置自身の自宅から中継）
- 田中邦衛
- 薬師丸ひろ子
- 陣内誠○（オーストラリア・タスマニア州から中継）
- 上岡龍太郎
- 山田邦子
- 野沢直子
- ダウンタウン

ほか

### 第5回（1991年）FNSスーパースペシャル 1億2,000万人のテレビ夢列島'91 24時間ぶっ闘志
1991年7月20日21:00 - 翌日21日20:54
総合司会は桂三枝（現・六代桂文枝）、フジテレビアナウンサー（当時）有賀さつき・八木亜希子の3人。フジテレビアナウンサーの総合司会起用は現時点で1991年が最後となっている。日本の総人口に合わせ、タイトルが若干変更された。
テーマは「戦い」で、番宣広告やオープニングの挨拶などではタイトルの後に「24時間ぶっ闘志」（ぶっ「通し」と「闘志」をかけたフレーズ）という副題がつけられていた。
通し企画は『東京さ行くだ!クイズ』。松本明子・牧原俊幸が札幌から、吉村明宏・木幡美子（途中からデーモン小暮のものまねをした太平シローが参加）が鹿児島からFNS各局の代表として一般人を大型バスに乗せ、各地で勝ち抜け方式のクイズをしながら東京を目指す企画。北ルートはゴールしたが、鹿児島からの南ルートは渋滞に巻き込まれ河田町のフジテレビまでたどり着けず、バス車内（八王子市・中央道石川パーキングエリア）でエンディングを迎えることになった。
昼のBIG3企画『BIG3闘いゴルフ対談』はスタジオに小さなゴルフ練習場を作ってゴルフ対決。ここでたけしとタモリがさんまの自慢のクラブを壊そうと暴走。その後のフリートークで「誰が一番車の運転が上手いか」という話になり、さんまのレンジローバーを使って車庫入れをしようということになる。しかしたけしが暴走し、さんまのクラブで車体に傷をつけ、車庫入れではブロック塀でつくられた車庫に激突、さんまのレンジローバーはボロボロになってしまう。そしてこの因縁は翌年以降も続くことになる。なお、このことでレンジローバーが日本で有名となり、日本国内での売り上げが伸びた。
ニュース部分は深夜が山田邦子司会の『FNN NEWSCOMスペシャル』、夕方は武田鉄矢司会の『FNNスーパータイムスペシャル』でどちらとも本番組のスタジオから放送され、露木がアシスタントを務めた。
深夜のゲーム大会は、前年に引き続きクイズに答えると女性が一枚ずつ服を脱いでいくというもの。そのスタジオに男性タレントのほか、スタッフまでもやってきて大はしゃぎし、番組のゼネラルプロデューサーの横澤彪も駆けつけた。
この年は三枝が脚本を書いたよしもと新喜劇も放送された（会場はなんばグランド花月）。
FNS各局対抗企画は「戦う!ビデオ大賞」。グランプリは岡山放送、準グランプリは山形テレビ、審査員特別賞は新潟総合テレビとなった。
この年開局した岩手めんこいテレビがネット開始。
提供クレジットを読み上げた新人アナウンサーは近藤サト・小泉陽一・中村江里子の男性1人・女性2人の合計3人。
エンディングは紙テープと紙吹雪が舞う中、司会の3人が涙しながら感謝を述べつつ終了した。

#### 出演者
総合司会
- 桂三枝（現・6代目桂文枝）
- 有賀さつき
- 八木亜希子

FNN NEWSCOMスペシャル
- 司会：山田邦子・露木茂
- 屋上からの天気予報：田中義剛・有賀さつき

プロ野球ニューススペシャル
- 司会：田代まさし・森口博子・森末慎二
- かとうれいこ
- 西田ひかる
- 別所毅彦

輝け!戦うビデオ大賞
- 塩田丸男（審査員長）
- 山本リンダ（審査員）
- 高田文夫（審査員）
- 篠原勝之（審査員）
- 相原勇（審査員）

笑っていいとも!増刊号スペシャル
- タモリ
- ウッチャンナンチャン
- ルー大柴

BIG3戦うゴルフ対談
- タモリ
- ビートたけし
- 明石家さんま
- 逸見政孝

FNNスーパータイムスペシャル
- 司会：武田鉄矢・露木茂
- 東京上空からのヘリ中継：須田哲夫

その他
- 清水ミチコ
- ダウンタウン
- 伊東万寿男（エスパー伊東） [9]
- 間寛平
- 島木譲二
- 今田耕司
- 東野幸治
- チャーリー浜

ほか

### 第9回（1995年）FNSの日 1億2500万人の超夢列島 そのうちなんとか23時間
1995年7月15日21:00 - 翌日16日19:58
軸となる番組は「平成教育委員会」だが、1992年 - 1994年と比べその色合いは薄くなり、「夢列島」に戻りさまざまな特別コーナーなどを織り交ぜ放送した。
「そのうちなんとか···23時間」とあるように、前年、たけしがバイク事故で重傷を負い、復帰間もないという所もあり、出演者みんなで助け合って23時間乗り切ろうというのがメインテーマであった。そのため、たけしの出演時間は例年に比べ激減したが、さんま・所・鶴瓶・ヒロミを始め今田・東野（途中深夜からナインティナイン（最後まで）・よゐこ（朝まで））が長時間出演した。ちなみに今田・東野はこの番組が、たけしと初共演となり各コーナーで色々と絡もうとしていたが緊張のため、この時にたけしに強い印象を残す事が出来なかった。
オープニング・エンディングのBGMは共に、浅倉大介のアルバム『LANDING TIMEMACHINE』から使用された。オープニングは「LANDING TIMEMACHINE」、エンディングは「MEMORY OF THE FUTURE」（こちらは翌年も使用）。
オープニングは フランスのパリ・エッフェル塔から番組ロゴの仕掛け花火やサーチライトで派手に演出された中継映像が『B.C. 776 Olympic Games』（服部克久）をBGMに流された。
この年の各局対抗戦は「最優秀女子アナ決定戦」と題して、夜11時半頃に「知力テスト」(「平成教育委員会」からの出題。司会は今田・東野。たけしは途中から司会席にはいたが、司会進行はしなかった)、深夜の「意識調査」、朝の「料理の女鉄人」(当時、大人気番組だった「料理の鉄人」の女子アナ大会版・25局を3チームに分けての対抗戦)、昼の「愛ちゃんと卓球対決」の4ブロックで行い最高得点者にゴールデンマイクを授与した。さらに「最優秀女子アナ決定戦」の得点に加え、「めざめてるテレビ」の「そのうちなんとか合戦」（各ブロックでトップ賞となった局に得点）と「全国温泉○×王決定戦」（○×王が出た局に得点）の得点で優勝局を決定した。
BIG3コーナーで、さんまの車が破壊された最後の回になった。なお番組の本編の企画はクイズ形式で、3人のマイカーが滑り台形式の板の上に置かれ、間違える毎に一段ずつ滑り台が上がっていき、最終的に滑り落ちて壁に激突する、と言うものであったが、例によって問題はあからさまにさんま不利なものであり、当日のテレビ番組欄には「そしてさんまの車は…」と書かれていた。
お色気企画は今回で休止となっている。
上岡龍太郎、そのまんま東、トミーズ雅、（当時）フジテレビアナウンサーとして史上初のフルマラソン挑戦の武田祐子、木佐彩子の5人がオーストラリア・ゴールドコーストマラソンに挑戦。解説に大竹まこと、実況は三宅正治が担当した。マラソンは全員完走かつベストタイム更新のためレギュラー番組「上岡龍太郎にはダマされないぞ!」での公約にしたがって、後日大竹は坊主になった。また、「料理の女鉄人」内でマラソンの模様を中継した直後（調理終了2分前）に、東野幸治がこっそり炊飯器の中に入っていたご飯を盗み食いしているところをコーナー進行の笑福亭鶴瓶と今田耕司に発見され、指摘した鶴瓶と今田に「わしだって飯食うわぁ!!」「（マラソンなんて）どうでもええんじゃぁ!!」と暴言を吐いた。同じく進行役の森口博子が「ケンカはやめて!」と仲裁した直後に東野が慌てて「ファイト!ファイト!雅!」とフォローしたものの、この発言に対し、フジテレビには視聴者から2万本の抗議の電話がきた。この件は後述の通り、翌年の放送でも鶴瓶から伝えられている。
「プロ野球ニュース」は「超・プロ野球ニュース」として放送。司会役には『夢がMORI MORI』から通称・夢モリコンビと言われていた森口博子と森脇健児が担当。ナビゲート役には土曜日コメンテーターとしてパンチ佐藤が担当。また、アメリカのロサンゼルスとイギリスのシルバーストーンからダブル衛星中継。野茂英雄、武田修宏・北澤豪、ジャン・アレジがつなぎメッセージを放送。
松村邦洋が鹿児島テレビから河田町のフジテレビ旧本社までタクシーで横断する企画「松村邦洋 鹿児島→東京 1520 km/タクシーマラソン」を行い、グランドフィナーレで走破。
「魔法のランプ」ではゴルフのショートホールニアピン大会を実施。
「HEY!HEY!HEY!」スペシャルは事前収録。以前「HEY!HEY!HEY!」のレギュラー放送で一部しか放送されなかったBOROの「大阪で生まれた女18」を、1番から18番までフルコーラス放送した。
視聴者参加クイズは、前回全問正解者が出なかったので、往年の人気クイズ番組を復活させた「賞金100万円!夜明けのイントロクイズ クイズ・ドレミファドン!」を実施。問題のジャンルは3段階でイントロ・ウルトライントロ・超ウルトライントロが10問ずつ。全問正解者は226名。抽選で100万円とハワイ旅行を各1名に贈呈した。
「料理の女鉄人」コーナーで、ゴールドコーストのトミーズ雅・ゴールと「賞金100万円!夜明けのイントロクイズ ドレミファドン!」FAX受付終了の両直後に今田耕司が「あと2分」と無意識に言ったのが、奇跡的に的中した。今田の奇跡的な的中シーンは翌年も見られていた。
「笑っていいとも!増刊号」スペシャルは二部構成で放送され、さんま、タモリ、鶴瓶、関根の4人でやったゴルフで負けた鶴瓶がさんまの部屋を大掃除すると言う企画（録画）も放送された。第一部は片岡鶴太郎と鶴瓶の鶴鶴対決。
○×王は「全国温泉○×王座決定戦」として行われグランドフィナーレ寸前までもつれ込む大接戦になったが前回覇者のサガテレビが○×王を防衛した。
「さんまのスポーツするぞ!大放送」は番組でお馴染みの「オールスターフリースロー選手権」を生放送で開催。翌年、翌々年も開催された。
この年のFNS25局対抗戦は「最優秀女子アナ決定戦」と「FNS25局総合優勝局決定戦」の2本立て。「最優秀女子アナ決定戦」は岡山放送の竹下美保アナウンサーが賞品の『ゴールデンマイク』を獲得。一方の「FNS25局対抗戦」はサガテレビが優勝、ジミー大西画伯が今度は「ジミー工房」と題し、ステンドグラスを使って制作された優勝賞品「飛蝗」を獲得した。
提供クレジットを読み上げた新人アナウンサーは伊藤利尋・菊間千乃・高木広子・森昭一郎の男女2人ずつの合計4人。BGMは『喜望峰への道』（服部克久）。今回の提供CG：番組ロゴに登場していた謎の青いキャラ（翌年放送ではピンク色に改められ、「ユメリン」と名づけられた）がジャンプする度に提供社名が切り替わる。
プロ野球中継が延長したため番組開始後もノーステブレでしばらく続き、番組タイトルコールを発したのは試合が10回表終了後の22時頃だった。衛星中継は、1ヵ所目 フランスのパリ・エッフェル塔からのオープニングを筆頭に2ヵ所目は アメリカ合衆国のロサンゼルスにあるメジャーリーグの球団・ロサンゼルス・ドジャースの本拠地／ドジャースタジアムから野茂情報、3ヶ所目は イギリスのシルバーストーン・サーキットからF1情報、そして最後の4ヵ所目は南半球の オーストラリアのクイーンズランド州にあるシーサイドシティー・ゴールドコーストからマラソン中継と史上初の海外四元中継が実現した。

#### 出演者
メイン
- 北野武

サブ
- 明石家さんま
- 所ジョージ
- 笑福亭鶴瓶
- ヒロミ
- 今田耕司
- 東野幸治

進行
- 福井謙二
- 中村江里子

超・プロ野球ニュース
- 森口博子
- 森脇健児
- パンチ佐藤

新人アナ提供読み
- 伊藤利尋
- 菊間千乃
- 杉浦広子
- 森昭一郎

その他
- 内村光良（ウッチャンナンチャン）
- 南原清隆（ウッチャンナンチャン）
- 岡村隆史（ナインティナイン）
- 矢部浩之（ナインティナイン）
- 大塚範一
- 八木亜希子
- タモリ
- 小堺一機
- ラサール石井
- 三宅正治
- 青嶋達也
- 川端健嗣
- 露木茂

### 第10回（1996年）FNSの日十周年記念1億2500万人の超夢リンピック
1996年7月13日18:00 - 翌日14日23:24
略称は「夢リンピック」。この年、初めて「番組パーソナリティー制」を導入、SMAPが就任する。
現在まで放送されている『FNSの日』の中で史上最も放送時間が長い（土曜18:00 - 日曜23:24／29時間24分）。
たけし、さんまは土曜夜、日曜夕方 - 夜のコーナーに出演し、鶴瓶は土曜夜と日曜朝から昼にかけてメインを担当。所は土曜夜 - 深夜と日曜夜、田代は土曜夜と日曜夜に出演。それぞれ出演する裏番組時間帯は出演せず。たけしがメインを張るも、実際は「さんまのスポーツするぞ!大放送」がメイン企画。これは1995年までの「平成教育テレビ」の流れも引き継いでいるということでさんまをメイン司会に置かず、副委員長として置き、たけしを大会委員長とした。たけしは翌1997年から2008年まで「FNSの日」には一度も出演せず、所も1997年以降「FNSの日」の出演はなかったが、2017年に21年ぶりに出演した。
この年の総合主旨は「芸能人軍団VS素人軍団/超究極全面大戦争」として開催された。
テーマは「スポーツ」。
深夜の「スポクイバトル7」と「たけし・さんまの夜明けのスポーツ大バラエティ」は後日再放送された。なお、番組タイトルの『夢リンピック』は『夢列島』と『オリンピック』を掛け合せた造語（この年はオリンピックイヤーでアトランタオリンピックの開幕直前だった）。
大会役員の入場時には「ヨコハマ・インスパイヤーズ Drum&BugleCorps」が全面協力した。
オープニングでの大会委員長による開会宣言では、たけしがSMAPを脱退して間もない森且行や野田秀樹の名前を出し、さんまや所に「（バンドマスターの人が）口にラッパ加えてるから笑われへん!」「今から一丸となって30時間やろうとしてるんだから!」と突っ込まれる。
選手宣誓は今田耕司と東野幸治が担当。宣誓前には鶴瓶が前年の東野の発言（前述）に触れた。最後は、選手宣誓を言い始めたところでCMに入るというオチだった。CM明けには、富士山五合目と中継を結び、聖火の採火を行った。採火方法は中居のフリースローがゴールしたのを確認して、アーチェリーの経験がある所が河田町社屋（当時）の第6スタジオから富士山に向けて矢を放つ（という設定。不可能であるため、実際はスタジオのマルチ画面に向けて所が矢を放った後に、河田町から富士山に向かって矢が飛んでいく過程をCG映像で処理し、富士山の中継映像に切り替えた）というものであった。中居が一回目でボールを真上に投げ、さんまをコケさせた後に、自ら笑いを取ろうと求めたたけしの頭にボールをぶつけるボケを繰り広げた後に、二回目で成功。所が矢を放ち、採火は成功した。また、従来、番組開始時に流れていたオープニングタイトルはこの時に流されている。
メジャーリーグ野茂英雄中継（ロサンゼルス・ドジャース対サンフランシスコ・ジャイアンツ）があった。MLBオールスターゲーム後の後半戦・最初の野茂登板試合の模様をロサンゼルス・ドジャー・スタジアムと東京・フジテレビを衛星で結んで放送し映像は現地の映像を使用し途中からは日本のプロ野球中継で使われているサイン（何回の表・裏、チームの頭英語、スコア、SBO(現在はBSO)のカウント、ベースの状態<色が付いているベースはランナーがいる事>の5つ）も急遽使用した。解説はパンチョ伊東、実況・司会・進行はKIZAKIが画面実況する形で担当した。試合は7対0でジャイアンツの無失点勝利となった。野茂の結果は6回までで投球数が113球、対戦打者数が31名、被安打数が7本、被本塁打と与四死が3本ずつの合計6本、奪った三振数が二桁の10奪三振だった。7回に入った所で代打を出されて交代となった（試合終了のタイミングは見てないとわからないクイズの正解と当選者発表が終わって三宅アナが声掛けをした正しくその時点だった）。
メジャーリーグ中継に連動する形で西武ライオンズ球場（現在の西武ドーム）では超夢リンピックの予選会・第2弾／ゴルフ編として「ゴルフ 池ポチャ・アプローチ選手権in西武球場」が開催された。成績優秀者8名が下の決勝大会へ進出した。なお、今回のコース設営にはリバーサイドフェニックスゴルフクラブをはじめセントヒルズゴルフクラブ・東京都民ゴルフ場・東京ゴルフ倶楽部・立川国際カントリー倶楽部・東都飯能カントリー倶楽部・東京五日市カントリー倶楽部・西武ゴルフ・虎ノ門ゴルフ倶楽部・朝日ビルゴルフガーデンのゴルフ関連会社10社が協力した。
番組開始時間が18時になったため、当時18時に放送していた「FNNスーパータイム」は17時30分に繰り上げ（2000年まで。2001年以降ニュースの通常放送時間が17時30分に変更されている）。
プロ野球ニュースは都内の居酒屋のあぶさんからの中継を行い、パンチョ伊東・漫画家の水島新司・声優の古谷徹がゲスト参加した。また、五輪開幕直前のアメリカのアトランタからはTOKIOの松岡昌宏と長瀬智也がIBC（国際放送センター）のフジテレビ放送ブースから最新リポートを入れて2人が体験した聖火リレーの模様も放送していた。
富士山五合目からフジテレビまで26区間/130kmの系列局アナによる聖火リレーを実施。最終区間（新宿区富久町付近からフジテレビまで）の1.1kmを露木茂が走り、大声援の中フジテレビ内へ入った。大量の煙が出るためそれまで使用してきたトーチがスタジオで使えない事から、入口でトーチを小さなローソクのものに交換した上でゴールした。この区間は三宅の実況でCM無しで全区間を完全実況生中継。尚、露木アナ以外の各局代表ランナーとして、北海道文化放送の京谷和央から始まり岩手めんこいテレビの古川興ニ、仙台放送の佐藤良昭、秋田テレビの戸島啓子、福島テレビの佐藤清、新潟総合テレビの高井茂雄、長野放送の小宮山弘、富山テレビの塩谷倫子、福井テレビの黒田嘉海、石川テレビの架谷健、テレビ静岡の熊井隆、東海テレビの深谷弘、関西テレビの小玉秀人、山陰中央テレビの古瀬陽子、岡山放送の島村隆志、テレビ新広島の北田一成、愛媛放送の岩城仁、テレビ西日本の宮崎敬嗣、サガテレビの福岡庄三郎、テレビ長崎の松永友幸、テレビくまもとの富加見克彦、テレビ宮崎の藤並秀行、鹿児島テレビの神村文人、沖縄テレビの山口寛そしてフジテレビの菊間千乃・杉浦広子・竹下陽平・佐々木恭子・藤村さおりの5人まで総勢29人が聖火を繋いで行った（いずれも当時）。
深夜の「スポクイバトル7」では、たけし・さんま・SMAPが共演。番組内幾度となく「がんばりましょう」のサビが突如として流れ、メイン司会者のたけし・さんまもフリが分からない状態で踊りをやらされるハメになってしまうことになり（このコーナーの最中にたけし本人が「芸能人のズラ疑惑」等に触れたことでこれらの話題を反らすためにも使われた。）、日曜日のビッグ3コーナーでたけしは「（フジテレビから自宅に）帰って倒れたもん!」と話した。なお、コーナーの後半では「スポクイカンカン!」を放送。スポーツをしているご本人が登場する「スポクイワッツユアプレイヤー」等を放送してスタジオは緊張感に包まれていた。このコーナー司会を担当した中居正広の司会進行ぶりがスタッフに高評価を呼んで後の総合司会・担当8回（1998年 - 2000年・2004年・2006年・2011年・2014年・2015年）と言う記録を生んだ。
この年の深夜企画は例年のお色気企画に代わって深夜の女子アナリンピックが開催された。行われた競技はかわら割りから始まってキャスターリレー、はまぐりオープン、ゲタフリースロー、30分正座10m競走、スポーツチャンバラと来て最後はトイレットペーパーボウリングまでの合計7競技で熱戦を繰り広げた。司会・実況・進行に三宅正治アナ、公式審判には山本小鉄が参加した。
「たけし・さんま・SMAP」特設会場88mボウリング
たけし・さんまの夜明けのスポーツ大バラエティ（このコーナーのみ後日再放送）
たけしが日曜日の夜明けから夕方まで（6:00 - 19:00頃）いないという前々年のバイク事故を引きずる形があった。この間の順番はフリースロー・予選から始まりいいとも!、ゴルフ予選+野茂中継、クイズ結果、さんま、競馬中継、○×、ニュース、ちびまる子ちゃん、サザエさんの10のコーナーまたは予選大会で繋げて行った。
10年の歴史をBIG3が鑑賞（二部構成）。19時台に行われた第1部はタモリ・たけし・さんまのBIG3を迎えて10周年のハイライトを映像と共に振り返りその後に「特選!夢列島名場面集」と題して3人それぞれのリクエストを放送した（さんまは通常では裏番組の『さんまのスーパーからくりTV』に出演しているが、この日は休止であったためにそのまま出演）。第1部の冒頭で露木茂が十年一昔と十年一日の2つの四字熟語を織り交ぜながら伝えていた。第2部は超夢リンピックのゴルフ・ボウリングのUの字ボウリング・バスケットボールのフリースローの全ての決勝大会終了後に放送。「特選!夢列島名場面集」の続きを放送して第1部で放送出来なかった分を出演者全員で見た。第2部の最初は露木のリクエストで「フジテレビ新人アナ披露」を放送（このVTRでは今回、フジテレビアナウンサーとして参加した笠井信輔、青嶋達也、八木亜希子、野島卓、西山喜久恵、木佐彩子、佐野瑞樹、武田祐子、富永美樹、森昭一郎、菊間千乃、杉浦広子の新人時代のシーンが流れていた）。
系列局対抗企画は「1億2500万人の超夢リンピック 全国名所でバスケット・フリースロー スーパー大予選会」と題してフリースローの予選大会を開催。めざましテレビの大塚範一と八木亜希子の2人が総合司会・笑福亭鶴瓶、今田耕司、東野幸治、岡村隆史、矢部浩之の5人がゲスト兼立会人として登場して開幕戦から準決勝までの23試合（1回戦・2回戦・準々決勝・準決勝の4ステージ）を完全生中継した（トーナメント表は青枠で囲っているブロック）。試合が進むに連れてトーナメント表が勝ち上がり局だけが上に上がる形式をとった。予選大会後のインフォメーションでは決勝進出を決めた2局の女子アナが参加していた（ここでは長野放送の浅野薫と鹿児島テレビの佐藤陽子両アナが参加していた）。
笑っていいとも!も東西対抗オールスタータモリンピックと題して次の5競技で熱戦が繰り広げられた。いいともリレーから始まりあるなしクイズ、めざせ!1人アンケート、ダンクシュートバトルと来て最後は縄跳びまでだった。なお、いいともリレーのゴール直後のタイミングで丁度、午前10時になった為に見てないとわからないクイズのFAX受付が締め切れられた。この他にも先日、東京ドームで行われたタモリ率いるいいともチームと野村夫人率いる港東ムースの野球対決の模様も長坂哲夫アナの実況で伝えていた。
前年の料理対決で残り時間をズバリと当てた今田耕司が今年も2年連続でズバリと当てるシーンがあった。フリースローの大予選会の準決勝にて「よし、入った!」と予言するとボールにまるで神が宿ったかの様にゴールに吸い込まれた。実は今年、このズバリと当てるシーンがこの他にも2度見られた。2人目は岡村隆史。同じ準決勝で「お前は外さない!」と予言するとこれもボールにまるで神か宿ったかの様にゴールに吸い込まれた。そして3人目は小堺一機。自ら司会をしていたゴルフ予選会の「ゴルフ・池ポチャ アプローチ選手権in西武球場」の二次予選のサドンデス・延長戦にて「1人になろう!」と予言すると決勝進出者が決定した。
夕方はラサール石井司会の『FNNスーパータイムスペシャル』（松山香織キャスターと共に）。ニュースの内容は大阪の「病原性大腸菌O-157関連（杉山一雄）」から始まり和歌山の「覚醒剤、誰が入れた?病院のポッド問題（こちらも杉山一雄）」、米国の「アトランタオリンピック開幕直前!日本選手団、現地入り（池谷幸雄）」と来て最後は石川の「珠洲市やり直し市長選挙（今井一秀）」の4つを紹介し、最後は夢リンにカメラが寄る形で終わった。
前年（1995年）の芸能人大会の好評に答えてFNS25局による第1回「全国フリースロー選手権大会」が開催された（「全国フリースロー選手権大会」については「さんまのスポーツするぞ」の項目を参照）。優勝は鹿児島テレビ。「フリースロー・ドリームマッチ」でも芸能人軍団のタレント選抜&SMAPの2チームを一蹴し完全優勝を達成。
優勝した鹿児島から10代選手として参加した窪奈緒子と40代以上選手として参加した白水清美がダブルで大会MVPに選ばれた。選出理由は外したのは共にたった1投のみ（窪はドリームマッチの2投目・白水は決勝戦の1投目）という薩摩の若頭女王・薩摩の王者の名に相応しい活躍振りだった事が評価されての選出だった。更に20代の小浦康弘には特別賞のカムバック賞が贈られた。選出理由は予選では2回戦・準々決勝・準決勝の3投全てを外しチームの足を引っ張り決勝大会での活躍が不安視されたが、決勝大会では正しく別人。投げた4投中入ったのは3投という結果に西山アナから「挽回出来ましたね」と褒められていた。
競馬は札幌競馬場から第3回札幌スプリントステークス(GIII)を放送。スーパー競馬解説者の井崎脩五郎の他、山田雅人も進行役として札幌競馬場に乗り込んだ他、札幌競馬場と東京のスタジオを結び、スタジオにて出演者が予想を行った。なお、このレースを制したノーブルグラスに騎乗の安田富男が全10場での重賞制覇を達成した。
「ゴルフ」は決勝大会としてニアピントーナメントの模様をこの大会の為に特別に作ったオリジナルコースのフジリンクス8番ホール（13yards・PAR1）から生中継。上の西武球場での予選会を勝ち抜いた8名と迎え討つ芸能人軍団・8名の合計16名で優勝を争った今大会に於いて大山慶太選手が決勝大会の初戦（VS鶴瓶）と準決勝（VS薄井）で2度のホールインワンを達成。決勝戦（VS岡村）でもあと一歩でトリプルホールインワン達成の所まで行き、優勝を決めて副賞の北海道ゴルフツアー・4名分の目録が贈られた（なお、自分自身から優勝候補と挙げていたさんまは準決勝第2試合で岡村に敗れて、直後はスタートティーで実に15秒間に渡ってクラブを持ったまま動けず、動向一発目もクラブをティーに悔しさ毎にぶつけてCM後の決勝開始前にも一人だけスタジオの隅で悔しさを大爆発させながら「どうぞ、やれば!やれば!」とさじを投げ、挙げ句の果てには優勝した大山にもこき使われて正しく踏んだり蹴ったり状態となっていた。また、この大会には笑福亭笑瓶・マリーン・工藤光一郎・斉藤満喜子・渡嘉敷勝男・工藤順一郎の6人が立会人兼ゲスト出演して後のフリースロー・ドリームマッチでもこの6人はハーフタイムショーの形で小堺一機と松村邦洋と共に8人でフリースローに挑戦していた）。Uの字ボウリングはSMAPが優勝。
4回目を迎えた○×王は「全国スポーツ○×王座決定戦」として開催。試合はさんま・今田・東野の3人の過去によるパーソナルクイズまで入れないと決着が付かないほどの○×大会史上稀に見る大接戦になったが最後は仙台放送が勝利した（最後の問題になった東野クイズではスタジオにいた全員が声を嗄らすほどに、そして吐き捨てるかのように「分かれろ!」を大連呼しながら大絶叫して分かれた瞬間にはスタジオのほとんどの出演者が隣にいる人を見つけてはガッツポーズやハイタッチをしてこの上の無い喜びを大爆発させた。スタッフも同じように喜びを見せて中には万歳三唱をするスタッフも現れるほどだった）。なお、○×王試合開始前には来春（1997年4月）に開局される新しいFNS局として26局目のさくらんぼテレビ（山形県）と27局目の高知さんさんテレビの2局が紹介されSAYは競馬直後にさくらんぼを、KSSは○×王直前に山桃を其々、2人ずつ番組に登場して提供、出演者達を応援していた。
通し企画は、松村邦洋がフジテレビ駐車場で888ゴール達成するまで延々とフリースロー（達成）。前回は「鹿児島→東京 1520㎞タクシーマラソン」で完走した松村だったが今回は自身でチャレンジ企画を持って来たと言う。開始時間は富士山の山頂に聖火が付いたのを確認してのスタートとなった。番組の随所・合計で途中経過が伝えられたがその経過が次の通り。最初の途中経過が212/579（左がゴール数、右が投球数）で以降、229/610→341/891→421/1061→496/1234→593/1443と来て最後途中経過では826/1982まで来ていた。
グランドフィナーレで「見てないと分からないクイズ」の車（日産・ウイングロード）当選者に露木からビッグゴールデンキーが贈呈された。当クイズは前回の「ドレミファドン!」と同様のルールをとり、寄せられたFAXの総数は1447名（通）で全問正解者は260名（通）に及んだ。
提供クレジットを読み上げた新人アナウンサーは竹下陽平・佐々木恭子・藤村さおりの男性1人と女性2人の合計3人で、この3人は河田町時代最後の新人アナとなった。また、この年から大抵の回の提供読みのBGMは服部克久作曲の「虹」が使われるようになった。なお、竹下・佐々木・藤村の3人は系列局の聖火リレーに最終走者兼最終区間の露木の伴走で参加した。
番組の最後でたけしが、聖火に見立てたローソクを吹き消すのに時間がかかり、結局吹き消そうとしている時に番組が終わった。なおたけしが総合司会を務めるのは21年後の2017年の第31回となる。
また、所はこの第10回以降、「FNSの日」に出演していなかったが、こちらもたけし同様、第31回に出演を果たすこととなる。
CM前のジングルには、ribbon「太陽の行方」のアウトロ部分を使用。

#### 出演者
大会委員長（総合司会）
- 北野武

大会副委員長（司会）
- 明石家さんま・笑福亭鶴瓶

大会委員（赤いジャケットに帽子というスタイルで出演）
- 所ジョージ・田代まさし

番組パーソナリティ
- SMAP

番組進行・インフォメーション
- F・MAP（福井謙二・三宅正治・青嶋達也）・西山喜久恵

選手宣誓他
- 今田耕司・東野幸治

プロ野球ニュース
- 都内・居酒屋「あぶさん」からの中継：パンチョ伊東、水島新司、古谷徹
- 五輪開幕直前のアメリカ・アトランタから衛星中継：長瀬智也・松岡昌宏（TOKIO）

フリースロー予選会
- 大塚範一・八木亜希子

ゴルフ 池ポチャ・アプローチ選手権
- 小堺一機
- 川端健嗣
- 丹波哲郎
- 相原勇
- 斉藤満喜子
- 工藤兄弟
- 笑福亭笑瓶
- 渡嘉敷勝男

聖火リレー最終区間ランナー（露木以外は提供読みも担当）
- 露木茂
- 竹下陽平
- 佐々木恭子
- 藤村さおり

競馬中継（札幌競馬場・第3回札幌スプリントステークス）
- 山田雅人（進行）
- 井崎脩五郎（解説）
- 吉田雅英（実況・北海道文化放送）

その他
- 岡村隆史（ナインティナイン）
- 矢部浩之（ナインティナイン）
- タモリ
- 松村邦洋
- ラサール石井
- 森昭一郎
- 野島卓
- 笠井信輔

## スペシャルドラマ
- 1987年：『真夏の忠臣蔵』

撮影当時謹慎していたたけしを除く『オレたちひょうきん族』メンバー（本番組へ出演していないメンバーも含む）と『笑っていいとも!』の一部レギュラー、両方の番組のレギュラーではない田代まさし（当時は『夕やけニャンニャン』の司会）の面々による時代劇コント。主役は総合司会の二人が演じ、大石蔵之助はさんま・浅野内匠頭はタモリが演じた。
- 1988年：『愛そして旅立ち』主演：山田邦子
- 1990年：『夢の家』主演：笑福亭鶴瓶
- 1991年
  - 『愛と憎しみのキャッチホン』主演：高嶋政伸 プロデュース・亀山千広
  - 『ダイエットの明けない夜明け』主演：菊池桃子
  - 『バリカンの日』主演：山下真司

## 裏番組への対応
タモリ
第1回〜第3回(1987年〜1989年)までの総合司会のタモリは土曜日の23:00〜23:30に日テレで『今夜は最高!』を放送してたためフジのスタジオから退席しその間1987年と1989年では明石家さんまが1988年のみ笑福亭鶴瓶が一人で進行を続けた。
桂三枝（現・六代目桂文枝）
第5回の総合司会の桂三枝はテレ朝にて『新婚さんいらっしゃい!』（ABCテレビ制作）が放送されている番組後半の12:45〜13:15まで退席し、その間「戦う!ビデオ大賞」の審査員の一人だった高田文夫が三枝の代理を務めた。
明石家さんま
第9回の司会のさんまは日テレにて『恋のから騒ぎ』が放送されるため、番組前半の23:00〜23:30までの間退席した。

## スタッフ
- 構成：
  - 1987年︰高平哲郎 / 詩村博史、永井準、鈴木しゅんじ、廣岡豊、谷口秀一、加藤芳一、大倉利晴、鶴間政行、岩立良作
  - 1988年︰高平哲郎 / 詩村博史 / 鈴木しゅんじ、永井準、黒木一由、岩立良作、廣岡豊、谷口秀一、鶴間政行、加藤芳一 / 大倉利晴
  - 1989年︰高平哲郎 / 詩村博史、谷口秀一、加藤芳一、大倉利晴、鶴間政行、清水東、太田一水、岩立良作
  - 1990年︰高平哲郎 / 村上知行、乙川恒樹、岩立良作 / 源高志、坂内宏、織田慎一郎 / 鵜沢繁郎 / 高橋秀樹 / 竹田康一郎
  - 1991年︰高平哲郎 / 太田一水、高橋秀樹、廣岡豊 / 源高志、織田慎一郎、斎藤振一郎 / 長田充、村上知行 / 加藤芳一、三木聡 / 岩立良作、沢口義明、齋藤貴義
- スタイリスト：矢野悦子（タモリ担当、1987年〜1989年）
- 技術：
  - 1987年︰本田毅 / 岩沢忠夫、伊藤正弘、菅原一夫、高木眞、吉田勝美、福田勝豁、桜井稔、橋本武彦
  - 1988年︰本田毅 / 堀田満之、那須俊郎、笹川一男
  - 1989年︰本田毅 / 佐藤五十一、下田誠、那須俊郎 / 豊田仁
  - 1990年︰本田毅 / 堀田満之、那須俊郎、金久保達郎、鎌倉恒夫、豊田仁、遠藤晴夫、岡田正徳
  - 1991年︰青木一夫 / 佐藤五十一、大嶋隆、金久保達郎、松永英一、佐藤光雄、豊田仁
- 照明：
  - 1988年〜1990年︰小宮俊彦
  - 1991年︰山際邦康
- 美術：
  - 1987年︰鈴木武治、山本修身、金子隆、松沢由之、山根安雄、小野秀樹
  - 1988年︰重松照英、山本修身、水上啓光、金子隆、船場文雄、伊藤則緒、上瀬千春、岩崎光明
  - 1989年︰重松照英、山本修身、金子隆、船場文雄、山口浩司、末松隆、岩崎光明
  - 1990年︰重松照英、山本修身、水上啓光、住吉敬子、伊藤則緒、安藤典和、山形憲一
  - 1991年︰石鍋伸一郎、馬場文衛、山本修身、住吉敬子、小野秀樹、伊藤則緒、山形憲一
- CGキャラクターデザイン：
  - 1988年︰山田みどり（LINKS）
  - 1989年︰清水新吾
- CG：金田全央（1989年）
- ディレクター：
  - 1987年︰三宅恵介、荻野繁、佐藤義和、永峰明、小林豊、大野三郎、木村基子、及川俊明、田辺恵造、小畑芳和、堀越広行、鈴木恵悟、後藤正行、小林延行、光野道夫、高島二六
  - 1988年︰荻野繁、大平司、三宅恵介、大野三郎、鈴木恵悟、木村基子、星野淳一郎、小畑芳和、及川俊明、田辺恵造、平林長務、永峰明、豊島浩行、小林延行、光野道夫、小林豊、東秀夫、上田健、竹内茂夫
  - 1989年︰荻野繁、大平司、三宅恵介、小畑芳和、吉田正樹、鈴木恵悟、永峰明、木村基子、及川俊明、水口昌彦、星野淳一郎、堀越広行、小林延行、小林豊、豊島浩行、東秀夫、上田健、佐々木宗彦、星田良子、村社淳、稲木甲二
  - 1990年︰森英昭、福原伸治、丸山史、大平司、豊島浩行、及川俊明、佐々木宗彦、大野透、佐藤一己、木村基子、上田健、堀越広行、鈴木恵悟、光野道夫、佐治康一、鵜月隆朗、長坂悦生、木暮雄一、長塚洋、森将、森洋一、杉浦優子、手塚久、磯貝太、浅井正義、村上孝磨、大野高義 / 千野友嗣（ニユーテレス）、今村悦朗（オン・エアー）、川野真（タオキン）、佐藤浩仁（フルハウス）、川野祐司（マツムラ&プロジェクト）、柴田久仁夫（イースト）
  - 1991年︰山縣慎司、加藤友和、丸山史、宗像孝、佐治康一、岩谷一、中村則之、中本尚志、塚本幹夫、岡田宏記、上原隆、鵜月隆朗、杉浦優子、豊島浩行、大野透、後藤譲、小杉雅博、木村基子、上田健、三宅恵介、大平司、赤沢幸弘 / 伊秩実（オン・エアー）、柴田明廣（オン・エアー）、阿部恒久（4/g）、鈴木雅視（4/g）
- プロデューサー：
  - 1987年︰石黒正保、山縣慎司、星野淳一郎、吉森治利、梅田一男
  - 1988年︰浅野次良、山縣慎司、矢野順二、吉田正樹、佐藤義和
  - 1989年︰吉田寛、山縣慎司、矢野順二、佐藤義和
  - 1990年︰北林由孝、太田英昭、吉田寛、中野義男、三宅恵介、佐藤義和、石山辰吾
  - 1991年︰王東順、太田英昭、森英昭、矢野順二、李家芳文、水口昌彦
- 総合プロデューサー：横澤彪（1991年はゼネラルプロデューサー）
- アニメパート原作：さくらももこ（第4回～第5回、第9回～第10回）、長谷川町子
- アニメパート制作：エイケン、日本アニメーション（第4回～第5回、第9回～第10回）
- 製作総指揮：鹿内春雄（第1回）、鹿内宏明（第2回～第5回）、日枝久（第9回・第10回）
- 制作代表：日枝久（第2回～第5回）
- 技術協力：
  - 1987年︰IMAGICA、ニユーテレス、八峯テレビ、共同テレビジョン、バンエイト、O.C.Bプロ、O.K.K（音響企画株式会社）
  - 1988年︰IMAGICA、ニユーテレス、八峯テレビ、共同テレビジョン、彩光、東京テレビ技術、O.C.Bプロ、O.K.K
  - 1989年︰IMAGICA、ニユーテレス、八峯テレビ、共同テレビジョン、彩光、東京テレビ技術、スタジオアルタ、O.C.Bプロ、O.K.K
  - 1990年︰IMAGICA、ニユーテレス、八峯テレビ、共同テレビジョン、彩光、東京テレビ技術、バンエイト、日放、東京フィルム・メート、O.C.Bプロ、O.K.K、プロジェクト80、朝日航洋、日本エアシステム、MCJ
  - 1991年︰IMAGICA、ニユーテレス、八峯テレビ、共同テレビジョン、東通、NHKアート、スタジオアルタ、コスモスペース、共立照明、O.C.Bプロ、O.K.K、第一音響、プロジェクト80、4-Legs、佳夢音
- 制作協力：
  - 1987年︰田辺エージェンシー、吉本興業、姉妹社/ 広島県立もみの木森林公園
  - 1988年・1989年︰田辺エージェンシー、姉妹社
  - 1990年︰オン・エアー、セントラル・アーツ、タオキン、マツムラ&プロジェクト、フルハウス、イースト、青二プロダクション、創造商店、STAFF DEUX、集英社『りぼん』編集部、姉妹社
  - 1991年︰オン・エアー、4/g（フォーグラムビジュアルデパートメント）、メビウス、創造商店、AVEC、マンダラハウス、オフィスぼくら、スペースエムワイ、日本テレワーク、集英社『りぼん』編集部、姉妹社
- 制作著作：フジテレビ / フジネットワーク（1987年・1989年=24社、1988年・1990年=25社、1991年=26社、1995年・1996年=25社）

1995年
- 構成︰高平哲郎 / 佐々木勝俊、野村安史、伊藤正宏、鶴間政行、石黒精司、大田一水、高橋秀樹、大岩賞介
- フジテレビ技術︰大森静雄 / 堀田満之、佐藤五十一、樋口一雄、大嶋隆、仲田裕人、森田修、大河真、柴田賢司、陶山正博、塩津英史、島村勇、積田穣、和賀井隆
- フジテレビ照明︰山際邦康
- フジテレビ美術︰石鍋伸一郎、越野幸栄、山本修身、塩入隆史、石森慎司、伊藤則緒、岡本英士、岩崎光明 / 金子俊彦（アックス）、丸山覚（アックス）
- 技術協力︰八峯テレビ、ニユーテレス、共同テレビ、RVC、ジャイロ（現：スカイウォーカー）、TUBE（現：東京チューブ）、エイケイ、DELICIOUS、SATT、アックス、4-Legs、プロジェクト80、OCBプロ、O.K.K、FLT、フジミック、フジアール、IMAGICA、共同テレビビデオ編集センター、集英社『りぼん』編集部、長谷川町子美術館
- 協力︰株式会社丸玉屋、松本スティンドグラス製作所、日能研、日本教育アカデミー、日本道路公団、指宿いわさきホテル
- 制作協力︰イースト / スーパープロデュース、スペースエムワイ、Doser、BEE BRAIN
- 企画協力︰オフィス北野
- フジテレビコーナー担当ディレクター︰河合優（イースト）、中山高嘉（イースト）、小杉雅博、手塚久、片岡飛鳥、荒井昭博、及川俊明、長部聡介、成竹祥一、豊島浩行、立川英弘（イースト）、安藤正俊（イースト）
- フジテレビ中継担当ディレクター︰平林長務、天野晃宏、松下浩二（スーパープロデュース）、奥田あけみ、宗像孝、伊藤嘉教、大平司、佐々木宗彦、高橋純一（Jアソシエイツ）、白石一幸
- TK︰土田芳美、三田真奈美、舟岡由紀
- 制作デスク︰広瀬益己
- コーナー担当プロデューサー︰荻野繁、水口昌彦、小西康弘、鵜月隆朗、上村達也（スーパープロデュース）、西渕憲司、木村基子（オフィスB、現︰オフィス・ビー）
- 演出︰加茂裕治、坪田譲治、上川伸廣（イースト）、今井康之（イースト）
- プロデューサー︰丸山史、桜井郁子、角井英之（イースト）
- 総合演出︰三宅恵介
- 総合プロデューサー︰王東順

1996年
- 構成：高平哲郎 / 三木聡、長谷川朝二、田代一朗、鈴木おさむ、鶴間政行、斉藤貴義、小笠原英樹、大岩賞介、詩村博史、川原慶太郎、野中浩之、村雲一元、中村健太郎、見崎新吾、澤井康成

〈フジテレビ技術〉
- - TD：大森静雄、金涌博行
  - SW：堀田満之、佐藤五十一、大嶋隆
  - カメラ：福田紳一郎、竹越由幸、仲田裕人
  - 音声：三井登、大河真
  - 映像：佐藤光雄、細野健志
  - 照明︰澤田篤宏
  - 回線：塩津英史
  - 中継：勝城啓之、早川謙二
  - システム：和賀井隆、丸山将
  - マスター：木村好信

〈フジテレビ美術〉
- - 美術プロデューサー：石鍋伸一朗、須藤康弘
  - デザイン：塩入隆史、山本修身、水上啓光、棈木陽次
  - 美術進行：藤野栄治
  - 大道具：臼井朗、吉野宏昭
  - 装飾：内山勝博
  - アクリル装飾：塚田直樹、日野邦彦
  - アートフレーム：鶴田光芳
  - 特殊効果：小島百合子、津末泰聖
  - メイク：春山輝江
  - 衣裳：青木幸雄、高津勝仁
  - 持道具：網野高久
  - CG：岡本英士
  - タイトル：山形憲一
- 技術協力︰八峯テレビ、共同テレビ、ニユーテレス、FLT、サンフォニックス、SATT、フジミック、インフォメーション・テクノロジー・ソリューションズ、ビームテレビセンター、アックス、松本幸也、池見淳、4-Legs、プロジェクト80、NOISE、OCBプロ、O.K.K、ジャイロ（現：スカイウォーカー）、IMAGICA、共同テレビビデオ編集センター
- 協力︰Mizuno、日本工機、㈱川口屋、富士吉田市陸上競技協会、富士吉田マスターズ、富士吉田市役所、都留市陸上競技協会、チームアスペン、ファイルド株式会社、東京ボウリング場協会、居酒屋あぶさん、西武ライオンズ球場、JRA、JRA札幌競馬場、としまえん、グローバルスポーツ
- 制作協力︰BEE BRAIN、アジト、ランナーズ・ウェルネス、坂本雄次、スペースエムワイ / イースト
- 企画協力︰オフィス北野
- フジテレビコーナー担当ディレクター：小倉浩介、岡崎洋三、内藤和明、平林長務、小松純也、手塚久、黒木省一郎、小林昇、矢延隆生、坪田譲治、城間康男、本間学、豊島浩行（アジト）、髙崎邦雄、八百板慎一、落合仁（BEE BRAIN）、窪田豊（D3カンパニー）、伊藤嘉教、水口忠男（UHB）、上川伸廣（イースト）、今井康之（イースト）、立川英弘（イースト）、青木淳一郎（アジト）
- タイムキーパー：舟岡由紀
- 制作デスク︰広瀬益己
- フジテレビコーナー担当プロデューサー︰倉下明、浜本健夫、川口哲生、菊池裕、山縣慎司、大平司、木村基子（Office B）、西敏也（BEE BRAIN）
- プロデューサー：桜井郁子、角井英之（イースト）
- 総合演出・プロデューサー：小西康弘、水口昌彦、荒井昭博・三宅恵介、小須田和彦・王東順
- 制作著作：フジテレビ / フジネットワーク25社